# Burgstall Iffeldorf
Der Burgstall Iffeldorf  ist eine abgegangene spätmittelalterliche Höhenburg auf 604 m ü. NHN 90 m östlich der Pfarrkirche St. Vitus in der Gemeinde Iffeldorf im Landkreis Weilheim-Schongau in Bayern.
Von der ehemaligen Burganlage ist nichts erhalten, heute ist die Stelle als Bodendenkmal D-1-8233-0103 „Burgstall des hohen oder späten Mittelalters“ vom Bayerischen Landesamt für Denkmalpflege erfasst.

## Geschichte
Die Anlage war das Zentrum der Hofmark Iffeldorf. Das Schloss brannte 1634 während des Dreißigjährigen Krieges ab. Heute ist die an der Hofmarkstraße liegende Anlage modern überbaut.